# Kosmos (satelit)

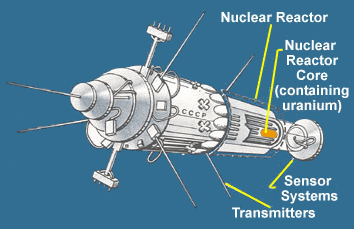
Kosmos-954

Kosmos (rusky Ко́смос; "vesmír") je označení pro sérii družic, které byly vysílány Sovětským svazem a nyní Ruskem.
Označení Kosmos dostávaly družice, které nepatřily do žádného speciálního programu a družice, které patřily do utajovaných programů, zejména vojenských. Řada z nich byla použita pro vědecké pokusy, některé selhaly při snaze dosáhnout jiné planety, jiné byly zkušební testy pilotovaných lodí a jindy bylo jméno Kosmos přiděleno neúspěšným orbitálním stanicím.
První z Kosmosů byl vyslán 16. března 1962, k roku 2023 bylo vypuštěno přes 2500 těchto družic.